# مرحله مقدماتی جام جهانی فوتبال ۲۰۱۴ (آمریکای جنوبی)
مرحله مقدماتی جام جهانی فوتبال ۲۰۱۴ منطقه آمریکای جنوبی با حضور ۹ تیم از کنفدراسیون کونمبول از اکتبر ۲۰۱۱ تا اکتبر ۲۰۱۳ برگزار شده است.
کشور برزیل به عنوان میزبان جام جهانی ۲۰۱۴ در مسابقات مقدماتی حضور نداشته و به صورت مستقیم صعود کرده است، همچنین کشورهای آرژانتین، کلمبیا، شیلی و اکوادور به صورت مستقیم و کشور اروگوئه به عنوان تیم پنجم این منطقه باید با تیم اردن از قاره آسیا برای صعود به جام جهانی به رقابت بپردازد.

## نتایج
| تیم      | بازی | برد | تساوی | باخت | گل زده | گل خورده | تفاضل گل | امتیاز |
| -------- | ---- | --- | ----- | ---- | ------ | -------- | -------- | ------ |
| آرژانتین | ۱۶   | ۹   | ۵     | ۲    | ۳۵     | ۱۵       | +۲۰      | ۳۲     |
| کلمبیا   | ۱۶   | ۹   | ۳     | ۴    | ۲۷     | ۱۳       | +۱۴      | ۳۰     |
| شیلی     | ۱۶   | ۹   | ۱     | ۶    | ۲۹     | ۲۵       | +۴       | ۲۸     |
| اکوادور  | ۱۶   | ۷   | ۴     | ۵    | ۲۰     | ۱۶       | +۴       | ۲۵     |
| اروگوئه  | ۱۶   | ۷   | ۴     | ۵    | ۲۵     | ۲۵       | ۰        | ۲۵     |
| ونزوئلا  | ۱۶   | ۵   | ۵     | ۶    | ۱۴     | ۲۰       | −۶       | ۲۰     |
| پرو      | ۱۶   | ۴   | ۳     | ۹    | ۱۷     | ۲۶       | −۹       | ۱۵     |
| بولیوی   | ۱۶   | ۲   | ۶     | ۸    | ۱۷     | ۳۰       | −۱۳      | ۱۲     |
| پاراگوئه | ۱۶   | ۳   | ۳     | ۱۰   | ۱۷     | ۳۱       | −۱۴      | ۱۲     |

|          | آرژانتین | بولیوی | شیلی | کلمبیا | اکوادور | پاراگوئه | پرو | اروگوئه | ونزوئلا |
| -------- | -------- | ------ | ---- | ------ | ------- | -------- | --- | ------- | ------- |
| آرژانتین | —        | ۱–۱    | ۴–۱  | ۰–۰    | ۴–۰     | ۳–۱      | ۳–۱ | ۳–۰     | ۳–۰     |
| بولیوی   | ۱–۱      | —      | ۰–۲  | ۱–۲    | ۱–۱     | ۳–۱      | ۱–۱ | ۴–۱     | ۱–۱     |
| شیلی     | ۱–۲      | ۳–۱    | —    | ۱–۳    | ۲–۱     | ۲–۰      | ۴–۲ | ۲–۰     | ۳–۰     |
| کلمبیا   | ۱–۲      | ۵–۰    | ۳–۳  | —      | ۱–۰     | ۲–۰      | ۲–۰ | ۴–۰     | ۱–۱     |
| اکوادور  | ۱–۱      | ۱–۰    | ۳–۱  | ۱–۰    | —       | ۴–۱      | ۲–۰ | ۱–۰     | ۲–۰     |
| پاراگوئه | ۲–۵      | ۴–۰    | ۱–۲  | ۱–۲    | ۲–۱     | —        | ۱–۰ | ۱–۱     | ۰–۲     |
| پرو      | ۱–۱      | ۱–۱    | ۱–۰  | ۰–۱    | ۱–۰     | ۲–۰      | —   | ۱–۲     | ۲–۱     |
| اروگوئه  | ۳–۲      | ۴–۲    | ۴–۰  | ۲–۰    | ۱–۱     | ۱–۱      | ۴–۲ | —       | ۱–۱     |
| ونزوئلا  | ۱–۰      | ۱–۰    | ۰–۲  | ۱–۰    | ۱–۱     | ۱–۱      | ۳–۲ | ۰–۱     | —       |